# 세르지우 모루

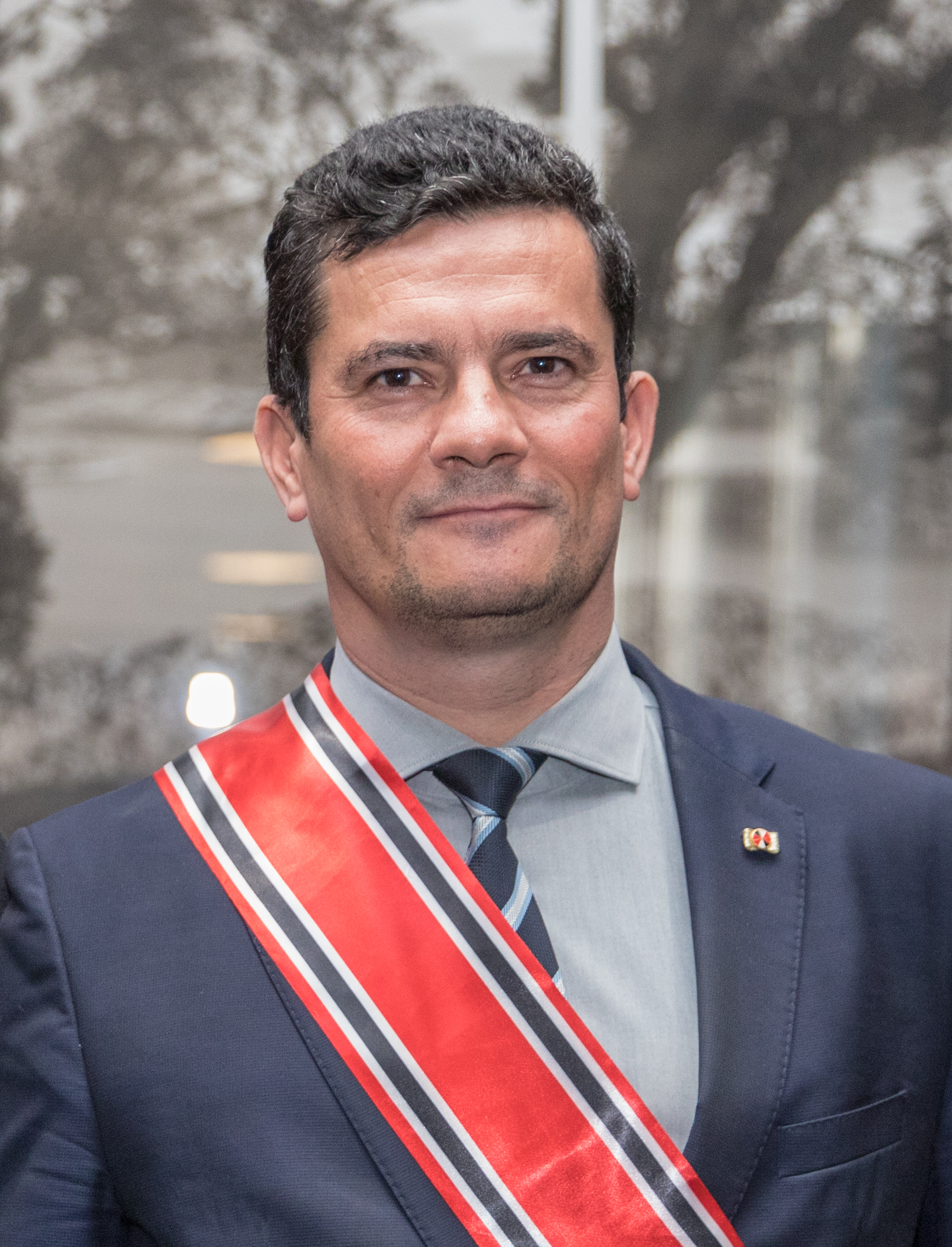
세르지우 모루 장관

세르지우 페르난두 모루(브라질 포르투갈어: Sérgio Fernando Moro, 1972년 8월 1일 ~ )는 브라질의 법조인으로, 연방 판사로서 2018년까지 대규모 뇌물 사건 '오데브레히트 스캔들' 수사를 이끌었다. 2019년부터 2020년까지 자이르 보우소나루 정부에서 법무무 장관을 역임했다.
모루는 2018년 건설업체 오데브레히트사가 여러 정치인들에게 뇌물을 제공한 사건인 '오데브레히트 스캔들'에서 당시 쿠리치바 연방법원 수석판사로서 사건을 심리하였다. 오데브레히트 스캔들에는 루이스 이나시우 룰라 다 시우바 전 대통령을 비롯 지우마 호세프, 미셰우 테메르 전·현직 대통령이 연루되었다. 모루 판사는 90년대 이탈리아의 반부패 수사 '마나 풀리테'를 모델로 삼고 대대적인 수사를 이끌었다. 그리고 그해 11월 1일, 새로 대통령으로 당선된 자이르 보우소나루로부터 법무부 장관으로 임명되었다.
그러나 2020년 4월 보우소나루 대통령이 법무부를 거치지 않고 마우리시우 발레이슈 연방경찰청장을 해임토록 지시하자 이에 반발하여 사임하였다. 2020년 11월부터 Alvarez & Marsal 사에서 변호사로 일하고 있다.

## 참고 자료
- 세르지우 모루 - X